# 砂の城 (斉藤由貴の曲)
「砂の城」（すなのしろ）は、斉藤由貴の9枚目のシングル。1987年4月10日にキャニオン・レコードより発売された。

## 概要
アルバム『風夢』からの先行シングル。表題曲「砂の城」は、富士フイルム ″AXIAテープ″ のイメージソングとして使用された。
B面曲「記憶」は斉藤自身が作詞を手掛けている。この曲はアルバム『風夢』のLPレコード及びカセットテープには収録されておらず、CDにのみ収録されている。

## 収録曲
1. 砂の城
  - 作詞: 森雪之丞／作曲: 岡本朗／編曲: 武部聡志
2. 記憶
  - 作詞: 斉藤由貴／作曲: 鈴木康博／編曲: 武部聡志